# Pål Hermansen
Pål Hermansen (* 19. Juni 1955)  ist ein norwegischer Maler, Naturfotograf und Autor und lebt in Siggerud am Rande von Oslo.

## Leben
Hermansen ist gelernter Zahnarzt und Homöopath und hat auch eine Zahnarztpraxis in Oslo.
Als Naturfotograf hat er mehrere internationale Preise gewonnen. Er hat über 20 eigene Bücher veröffentlicht und hat an zahlreichen Fotoausstellungen teilgenommen. Er hat auch mehrere Multimedia-Shows und führt zahlreiche Workshops zum Thema Naturfotografie durch.

## Bibliografie
- Våre vakreste fjellplanter, Universitetsforlaget (1985)
- Vakre vekster i skog og eng, Universitetsforlaget (1988)
- Det levende landet, Grøndahl & Søn Forlag (1989)
- Våre vakreste kystplanter, Universitetsforlaget (1990)
- Fjell Norge – Fjordlandet – Nord Norge, Hilt & Hansteen (1991–1993)
- Rumpetroll & blomsterstøv. Et år i naturen med Espen, Aventura Forlag (1993) ISBN 82-588-0941-5
- Panorama Norge/Panorama Norway/Panorama Norwegen/Panorama Norvege/Panorama Noruega, Natur- og kulturforlaget (1994) ISBN 82-91502-63-3 / ISBN 82-91502-61-7
- Livet i fjellet. En håndbok om fugler, dyr og planter, Orion Forlag (1997) ISBN 82-458-0224-7
- Livet langs kysten, Orion Forlag (1998)
- Helse på grønn resept, Gyldendal (1999)
- Livet i skog og eng, Orion Forlag (2000)
- Svalbard, Polarlandet / Svalbard – Arctic Land, Orion Forlag (2002–2003) ISBN 82-458-0530-0 / ISBN 82-458-0596-3
- Lofoten Guide, Myrland Media – Gaidaros forlag (2003) ISBN 82-8077-109-3
- Dyrenes Magi, Orion Forlag (2003) ISBN 82-458-0592-0
- Blomster i Norge, Orion Forlag (2004) ISBN 82-458-0688-9
- Fugler i Norge, Orion Forlag (2004) ISBN 82-458-0689-7
- Dyr i Norge, Orion Forlag (2004) ISBN 82-458-0687-0
- Trær i Norge, Orion Forlag (2004) ISBN 82-458-0657-9
- Arktis, i eventyrernes fotspor, Orion Forlag (2005)
- Den komplette Svalbardguiden, Myrland Media – Gaidaros (2007) ISBN 978-82-8077-120-9
- Fuglenes magi, J.W. Cappelens Forlag (2007) ISBN 978-82-7643-431-6
- Oslo turvei guide (zusammen mit Frithjof Funder), Gaidaros (2008)
- Eld og vatn. Kjartan Fløgstads Sauda, Orion Forlag (2009)
- Norske isbreer (zusammen mit Olav Orheim), Cappelen Damm (2009)
- Norsk natur - vill, vakker og sårbar (mit Bildern von Norwegischen Naturfotografen), Verlag Tom & Tom (2011)
- Eld og vatn (mit Texten von Kjartan Fløgstad), Tellus forlag (2012) ISBN 978-82-999122-0-4

## Ausstellungen
- Preus Museum, Horten (1992)
- Galerie Herman, Lillestrøm (1993)
- Kamera Norvegica, Lillehammer (1994)
- Gemeinde Merehweiler, Saarland, Deutschland (1998)
- Galerie Svalbard, Longyearbyen, Svalbard (2003)
- Josef Sudek - Galerie, Prag, Tschechische Republik (2003)
- Galerie Adamstuen, Oslo (2004)
- Sauda Kultur, Sauda (2004)
- Galerie Sunniva, Sauda (2005)
- Väsby Konsthall, uppl. Väsby / Stockholm, Schweden (2006)
- Galerie Infra, uppl. Väsby / Stockholm, Schweden (2006) (mit Helena Larsson)
- Cfl / Galerie Mazarin, Söderhamn, Schweden (2006) (mit Helena Larsson)
- Galerie Svalbard, Longyearbyen, Svalbard (2007)
- Avis Signs Hus, Drøbak (2007)
- Kunstpause Svalbard / Galerie Svalbard (2007)
- Foto Soyuz - Galerie, Moskau, Russland (2007)
- Norwegische Parlament / Nordic Council - Sitzung (2007)
- Foto Loft Gallery, Winzawod Contemp. Art Centre, Moskau (2008)
- Kunstpause Svalbard / Galerie Svalbard (2008)

## Auszeichnungen
- 1990: 1. Preis Europäischer Naturfotograf des Jahres
- 1993: 1. Preis BBC Wildlife Photographer of the Year
- 1998: 1. Preis Hasselblad Open
- 2004: 1. Preis Europäischer Naturfotograf des Jahres
- 2005: 1. Preis Europäischer Naturfotograf des Jahres
- 2005: Nordic Nature Photographer of the Year (alle zwei Jahre)
- 2006: 2. Preis World Press Photo-Wettbewerb